# Paul Hörbiger
Paul Hörbiger, o Paul Hoerbiger (Budapest, 29 aprile 1894 – Vienna, 5 marzo 1981), è stato un attore austriaco.
Nato all'epoca dell'Impero austro-ungarico, era figlio di Hanns Hörbiger, ingegnere e inventore, autore della Welteislehre, una teoria cosmogonica sulla glaciazione che ebbe grande influenza durante il nazismo. Anche il fratello minore di Paul, Attila Hörbiger (1896-1987), intraprese la carriera di attore, lavorando in teatro e al cinema.

## Biografia
Nel 1902, la famiglia Hörbiger ritornò a Vienna, dove Paul prese a frequentare il ginnasio. Arruolato nell'esercito, durante la prima guerra mondiale, servì in un reparto di artiglieria da montagna, congedato nel 1918 con il grado di tenente.
Nel 1919 iniziò la sua carriera di attore, recitando a Reichenberg (l'attuale Liberec) e, quindi, a Praga, al Nuovo Teatro Tedesco. 
Nel 1926 aveva raggiunto una certa fama e venne messo sotto contratto da Max Reinhardt, entrando a far parte della compagnia del Deutsches Theater di Berlino. Interpretò Franz Joseph II nella prima assoluta di Al cavallino bianco l'8 novembre 1930 al Großes Schauspielhaus di Berlino con Otto Wallburg, Camilla Spira, Max Hansen (tenore) e Siegfried Arno.

## Filmografia

### Cinema
- Sechs Mädchen suchen Nachtquartier, regia di Hans Behrendt (1928)
- L'inafferrabile (Spione), regia di Fritz Lang (1928)
- Die große Abenteuerin, regia di Robert Wiene (1928)
- Schmutziges Geld, regia di Richard Eichberg (1928)
- Der fesche Husar, regia di Géza von Bolváry (1928)
- Heut' spielt der Strauss, regia di Conrad Wiene (1928)
- Die Dame mit der Maske, regia di Wilhelm Thiele (1928)
- Dyckerpotts Erben, regia di Hans Behrendt (1928)
- G'schichten aus dem Wienerwald, regia di Jaap Speyer (1928)
- Rapsodia ungherese (Ungarische Rhapsodie), regia di Hanns Schwarz (1928)
- Das letzte Souper, regia Mario Bonnard (1928)
- Die Räuberbande, regia di Hans Behrendt (1928)
- Die Wochenendbraut, regia di Georg Jacoby (1928)
- Die tolle Komtess, regia di Richard Löwenbein (1928)
- Asfalto (Asphalt), regia di Joe May (1929)
- Die Frau, die jeder liebt, bist du!, regia di Carl Froelich (1929)
- Möblierte Zimmer, regia di Fred Sauer (1929)
- Ein kleiner Vorschuß auf die Seligkeit, regia di Jaap Speyer (1929)
- Wer wird denn weinen, wenn man auseinandergeht?, regia di Richard Eichberg (1929)
- Der Sträfling aus Stambul, regia di Gustav Ucicky (1929)
- Das grüne Monokel, regia di Rudolf Meinert (1929)
- Frauen am Abgrund, regia di Georg Jacoby (1929)
- Die Drei um Edith, regia di Erich Waschneck (1929)
- Ich glaub' nie mehr an eine Frau, regia di Max Reichmann (1930)
- L'immortale vagabondo (Der unsterbliche Lump), regia di Gustav Ucicky e Joe May (1930)
- Baldoria (Delikatessen), regia di Géza von Bolváry (1930)
- Due cuori a tempo di valzer (Zwei Herzen im Dreiviertel-Takt), regia di Géza von Bolváry (1930)
- Nur Du, regia di Hermann Feiner e Willi Wolff (1930)
- Wie werde ich reich und glücklich?, regia di Max Reichmann (1930)
- L'ultima illusione (Das alte Lied), regia di Erich Waschneck (1930)
- Drei Tage Mittelarrest, regia di Carl Boese (1930)
- Der Herr auf Bestellung, regia di Géza von Bolváry (1930)
- Die Försterchristl, regia di Frederic Zelnik (1931)
- Anima di clown (Grock), regia di Carl Boese (1931)
- Sua altezza comanda (Ihre Hoheit befiehlt), regia di Hanns Schwarz (1931)
- Le allegre fanciulle di Vienna (Die lustigen Weiber von Wien), regia di Géza von Bolváry (1931)
- Walzerparadies, regia di Frederic Zelnik (1931)
- Der Stumme von Portici, regia di Kurt Gerron (1931)
- Kabarett-Programm Nr. 4, regia di Kurt Gerron (1931)
- Der Zinker, regia di Karl Forest, Martin Frič e Carl Lamac (1931)
- Kyritz - Pyritz, regia di Carl Heinz Wolff (1931)
- Mein Herz sehnt sich nach Liebe, regia di Eugen Thiele (1931)
- Der ungetreue Eckehart, regia di Carl Boese (1931)
- Il congresso si diverte (Der Kongreß tanzt), regia di Erik Charell (1931)
- Sein Scheidungsgrund, regia di Alfred Zeisler (1931)
- Der verjüngte Adolar, regia di Georg Jacoby (1931)
- Reserve hat Ruh, regia di Max Obal (1931)
- Arm wie eine Kirchenmaus, regia di Richard Oswald (1931)
- Lügen auf Rügen, regia di Victor Janson (1932)
- So ein Mädel vergißt man nicht, regia di Fritz Kortner (1932)
- Ein steinreicher Mann, regia di Steve Sekely (1932)
- Peter Voss, der Millionendieb, regia di Ewald André Dupont (1932)
- Quattro cuori e una carrozza (Es war einmal ein Walzer), regia di Victor Janson (1932)
- Ein toller Einfall, regia di Kurt Gerron (1932)
- Quick, Re dei clown (Quick), regia di Robert Siodmak (1932)
- Giovanni Strauss (Johann Strauss, k. u. k. Hofkapellmeister), regia di Conrad Wiene (1932)
- Zwei glückliche Tage, regia di Rudolf Walther-Fein (1932)
- Drei von der Kavallerie, regia di Carl Boese (1932)
- Sogno biondo (Ein blonder Traum), regia di Paul Martin (1932)
- Scampolo, regia di Hans Steinhoff (1932)
- Il prigioniero di Magdeburg (Trenck - Der Roman einer großen Liebe), regia di Ernst Neubach e Heinz Paul (1932)
- Annemarie, die Braut der Kompanie, regia di Carl Boese (1932)
- Friederike, regia di Fritz Friedmann-Frederich (1932)
- Paprika, regia di Carl Boese (1932)
- Il mistero di Giovanni Orth (Das Geheimnis um Johann Orth), regia di Willi Wolff (1932)
- Die unsichtbare Front, regia di Richard Eichberg (1933)
- Melodie imperiali (Kaiserwalzer), regia di Friedrich Zelnik (1933)
- Der große Bluff, regia di Georg Jacoby (1933)
- Zwei gute Kameraden, regia di Max Obal (1933)
- Keinen Tag ohne Dich, regia di Hans Behrendt (1933)
- Liebelei, regia di (non accreditato) Max Ophüls (1933)
- Aspetto una signora (Ein Lied für dich), regia di Joe May (1933)
- Ritorno alla felicità (Heimkehr ins Glück), regia di Carl Boese (1933)
- Saluti e baci (Gruß und Kuß, Veronika!), regia di Carl Boese (1933)
- Guerra di valzer (Walzerkrieg), regia di Ludwig Berger (1933)
- Pardon, tévedtem, regia di Steve Sekely e Géza von Bolváry (1933)
- Avventura a Budapest (Skandal in Budapest), regia di Steve Sekely e Géza von Bolváry (1933)
- Amore di principe (Des jungen Dessauers große Liebe), regia di Arthur Robison (1933)
- Die Abschieds-Symphonie, regia di Carl Behr (1934)
- Signorina... signora (Fräulein Frau), regia di Carl Boese (1934)
- Mein Herz ruft nach dir, regia di Carmine Gallone (1934)
- Stasera da me (...heute abend bei mir), regia di Carl Boese (1934)
- La principessa della Czarda (Die Czardasfürstin), regia di Georg Jacoby (1934)
- Rosen aus dem Süden, regia di Walter Janssen (1934)
- Spiel mit dem Feuer, regia di Ralph Arthur Roberts (1934)
- Parata di primavera (Frühjahrsparade), regia di Géza von Bolváry (1934)
- Ich heirate meine Frau, regia di Johannes Riemann (1934)
- Besuch am Abend, regia di Georg Jacoby (1934)
- Il signore senza alloggio (Der Herr ohne Wohnung), regia di E.W. Emo (1934)
- Herz ist Trumpf, regia di Carl Boese (1934)
- Die Abschieds-Symphonie, regia di Carl Behr (1934)
- Una notte a Pietroburgo (Petersburger Nächte), regia di E.W. Emo (1935)
- Frischer Wind aus Kanada, regia di Erich Holder e Heinz Kenter (1935)
- Signori biglietto (Endstation), regia di E.W. Emo (1935)
- Das Einmaleins der Liebe, regia di Carl Hoffmann (1935)
- Tutto per un bacio (Königswalzer), regia di Herbert Maisch (1935)
- Rapsodia d'amore (Wenn die Musik nicht wär), regia di Carmine Gallone (1935)
- Canto per te (Liebeslied) (1935), regia di Fritz Peter Buch e Herbert B. Fredersdorf (1935)
- E lucean le stelle, regia di Carmine Gallone (1935)
- Die Puppenfee, regia di E.W. Emo (1936)
- Drei Mäderl um Schubert, regia di E.W. Emo (1936)
- L'albergo degli equivoci (Schabernack), regia di E.W. Emo (1936)
- Seine Tochter ist der Peter, regia di Heinz Helbig e Willy Schmidt-Gentner (1936)
- Fiakerlied (1936)
- Lumpacivagabundus, regia di Géza von Bolváry (1936)
- Kinderarzt Dr. Engel, regia di Johannes Riemann (1936)
- Peter im Schnee, regia di Carl Lamac (1937)
- Der Scheidungsgrund, regia di Carl Lamac (1937)
- Die Landstreicher, regia di Carl Lamac (1937)
- La figlia del mare (Florentine), regia di Carl Lamac (1937)
- Sangue d'artista (Immer wenn ich glücklich bin..!), regia di Karl Lamac (1938)
- Einmal werd' ich Dir gefallen, regia di Johannes Riemann (1938)
- Heiraten - aber wen?, regia di Carl Boese (1938)
- Casa paterna (Heimat), regia di Carl Froelich  (1938)
- Ho trovato l'amore (Liebelei und Liebe), regia di Arthur Maria Rabenalt (1938)
- La volpe azzurra (Der Blaufuchs), regia di Viktor Tourjansky (1938)
- La collana della principessa (Prinzessin Sissy), regia di Fritz Thiery (1939)
- Drunter und drüber, regia di Hubert Marischka (1939)
- La bella e la belva (Männer müssen so sein), regia di Arthur Maria Rabenalt (1939)
- Treno di lusso (Salonwagen E 417), regia di Paul Verhoeven (1939)
- Il mistero dell'altro (Ich bin Sebastian Ott), regia di Viktor Becker e Willi Forst (1939)
- Canzone immortale (Unsterblicher Walzer), regia di E.W. Emo (1939)
- Kitty la manicure (Kitty und die Weltkonferenz), regia di Helmut Käutner (1939)
- Hochzeitsreise zu dritt, regia di Hubert Marischka (1939)
- Maria Ilona, regia di Géza von Bolváry (1939)
- L'amore più forte (Mutterliebe), regia di Gustav Ucicky (1939)
- Ballo all'opera (Opernball), regia di Géza von Bolváry (1939)
- Concerto a richiesta (Wunschkonzert), regia di Eduard von Borsody (1940)
- Caffè viennese (Wiener G'schichten), regia di Géza von Bolváry (1940)
- Falstaff in Wien, regia di Leopold Hainisch (1940)
- Vecchia Vienna (Der liebe Augustin), regia di E.W. Emo (1940)
- Herzensfreud - Herzensleid, regia di Hubert Marischka (1940)
- A tempo di valzer (Operette), regia di Willi Forst (1940)
- Oh, diese Männer, regia di Hubert Marischka (1941)
- Invito alla danza (Wir bitten zum Tanz), regia di Hubert Marischka (1941)
- Vienna 1800 (Brüderlein fein), regia di Hans Thimig (1942)
- Un grande amore (Die große Liebe), regia di Rolf Hansen (1942)
- So ein Früchtchen, regia di Alfred Stöger (1942)
- L'amante del granduca (Die heimliche Gräfin), regia di Géza von Bolváry (1942)
- Angeli senza felicità (Wen die Götter lieben), regia di Karl Hartl (1942)
- I pagliacci, regia di Giuseppe Fatigati (1943)
- Lache Bajazzo, regia di Leopold Hainisch (1943)
- Schwarz auf Weiß, regia di E.W. Emo (1943)
- Romantische Brautfahrt, regia di Leopold Hainisch (1944)
- Cuori che cantano (Schrammeln), regia di Géza von Bolváry (1944)
- Die Zaubergeige, regia di Herbert Maisch (1944)
- Torna l'amore sul Danubio (Der Hofrat Geiger), regia di Hans Wolff (1947)
- La casa dell'angelo (Der Engel mit der Posaune), regia di Karl Hartl (1948)
- Kleine Melodie aus Wien, regia di E.W. Emo (1948)
- The Mozart Story, regia di Karl Hartl e Frank Wisbar (1948)
- Mio figlio il forzato (Der Bagnosträfling), regia di Gustav Fröhlich (1949)
- Il terzo uomo (The Third Man), regia di Carol Reed (1949)
- Das Tor zum Paradies, regia di Josef von Báky (1949)
- Eine Nacht im Separee, regia di Hans Deppe (1950)
- Der Seelenbräu, regia di Gustav Ucicky (1950)
- Schwarzwaldmädel, regia di Hans Deppe (1950)
- La traversata del terrore (Das Geheimnis der Orplid), regia di Helmut Käutner (1950)
- Glück muß man haben, regia di Theo Lingen (1950)
- Der Teufel führt Regie (1950)
- Der alte Sünder (1950)
- Due mogli per ogni uomo (Die Frauen des Herrn S.), regia di Paul Martin (1951)
- Verklungenes Wien (1951)
- Veronika, die Magd (1951)
- Der fidele Bauer, regia di Georg Marischka (1951)
- Wenn die Abendglocken läuten, regia di Alfred Braun (1951)
- Hallo Dienstmann (1952)
- Frühlingsstimmen (1952)
- Ich heiße Niki (1952)
- Mein Herz darfst du nicht fragen (1952)
- Das Land des Lächelns, regia di Hans Deppe e Erik Ode (1952)
- Mikosch rückt ein (1952)
- Ich hab' mein Herz in Heidelberg verloren (1952)
- Man lebt nur einmal (1952)
- 1 aprile 2000 (1. April 2000), regia di Wolfgang Liebeneiner (1952)
- Danzerò con te tra le stelle (Hannerl: Ich tanze mit Dir in den Himmel hinein), regia di Ernst Marischka (1952)
- Die Fiakermilli (1953)
- Von Liebe reden wir später (1953)
- Die Rose von Stambul, regia di Karl Anton (1953)
- Drei, von denen man spricht (1953)
- Junges Herz voll Liebe (1953)
- Der Feldherrnhügel, regia di Ernst Marischka (1953)
- Das tanzende Herz, regia di Wolfgang Liebeneiner (1953)
- Mit siebzehn beginnt das Leben (1953)
- Die Privatsekretärin, regia di Paul Martin (1953)
- Die Perle von Tokay (1954)
- Der treue Husar, regia di Rudolf Schündler (1954)
- Meine Schwester und ich, regia di Paul Martin (1954)
- Lo zingaro barone (1954)
- Die schöne Müllerin (1954)
- Fra Martino (Bruder Martin), regia di Axel von Ambesser (1954)
- Schützenliesel (1954)
- Una parigina a Roma, regia di Erich Kobler (1954)
- L'amore di una grande regina (Mädchenjahre einer Königin), regia di Ernst Marischka (1954)
- Baron Tzigane (1954)
- Die Stadt ist voller Geheimnisse, regia di Fritz Kortner (1955)
- An der schönen blauen Donau, regia di Hans Schweikart (1955)
- Ehesanatorium (1955)
- Eine Frau genügt nicht? , regia di Ulrich Erfurth (1955)
- 4º fanteria (Der Deutschmeister), regia di Ernst Marischka (1955)
- I banditi dell'autostrada (1955)
- Der fröhliche Wanderer (1955)
- Mein Leopold, regia di Géza von Bolváry (1955)
- Du mein stilles Tal (1955)
- Die Försterbuben (1955)
- Vedova per una notte (1956)
- Bademeister Spargel (1956)
- ...und wer küßt mich?, regia di Max Nosseck (1956)
- Lügen haben hübsche Beine (1956)
- Hilfe - sie liebt mich (1956)
- Lumpazivagabundus, regia di Franz Antel (1956)
- Husarenmanoever (1956)
- Was die Schwalbe sang (1956)
- Das Donkosakenlied, regia di Géza von Bolváry (1956)
- Manöverball (1956)
- Die Christel von der Post (1956)
- Der schräge Otto (1957)
- Die Winzerin von Langenlois (1957)
- ...und die Liebe lacht dazu (1957)
- Ober zahlen (1957)
- Lemkes sel. Witwe’’, regia di Helmut Weiss (1957)
- Hoch droben auf dem Berg (1957)
- Der schönste Tag meines Lebens (1957)
- Heimweh... dort wo die Blumen blüh'n (1957)
- Vienna Vienna (1957)
- Heiratskandidaten (1958)
- Hallo Taxi (1958)
- Hoch klingt der Radetzkymarsch (1958)
- Sebastian Kneipp, regia di Wolfgang Liebeneiner (1958)
- Heimat, deine Lieder, regia di Paul May (1959)
- Sabine und die hundert Männer, regia di Wilhelm Thiele (1960)
- Kauf dir einen bunten Luftballon (1961)
- ...und du, mein Schatz, bleibst hier (1961)
- Der Orgelbauer von St. Marien (1961)
- Drei Liebesbriefe aus Tirol (1962)
- Tanze mit mir in den Morgen (1962)
- Una vergine per il bandito (1962)
- Die letzten Masken (1962)
- Das haben die Mädchen gern (1962)
- Sing, aber spiel nicht mit mir (1963)
- Unsere tollen Nichten (1963)
- Der Bauer als Millionär (1963)
- Alles gerettet (1963)
- Im singenden Rössel am Königssee (1963)
- Ferien vom Ich, regia di Hans Grimm (1963)
- Die ganze Welt ist himmelblau, regia di Franz Antel (1964)
- Das hab ich von Papa gelernt, regia di  Axel von Ambesser (1964)
- Die große Kür, regia di Franz Antel (1964)
- Happy-End am Wörthersee (1964)
- Der Alpenkönig und der Menschenfeind (1965)
- Il magnifico emigrante (Ruf der Wälder), regia di Franz Antel (1965)
- Das ist mein Wien (1965)
- Was geschah auf Schloß Wildberg (1972)

### Televisione
- Die Bekehrung des Ferdys Pistora, regia di Rolf Kutschera (1964)
- Die verhängnisvolle Faschingsnacht
- Leinen aus Irland, regia di Walter Davy (1965)
- Adieu 65: Hello 66 (1965)
- Der alte Richter
- Fritz Muliar Schau
- Hallo - Hotel Sacher ... Portier!, serie televisiva austriaca (1973-74)
- Man spielt nicht mit der Liebe